# 포천동
포천동(抱川洞)은 경기도 포천시의 동이다.

## 연혁
- 조선 시대 : 포천현 서면
- 1938년 1월 1일 : 포천면으로 개칭[1]
- 1979년 5월 1일 : 포천읍 승격[2]
- 1988년 4월 7일 : 현 청사 신축이주
- 1999년 2월 27일 : 행정구역 조정(2개리 증가)
- 2003년 10월 19일 : 포천시 승격으로 포천읍이 2개동(포천동, 선단동)으로 분리

## 법정동
- 어룡동(魚龍洞)
- 신읍동(新邑洞)

## 교육
- 왕방초등학교
- 포천초등학교
- 포천고등학교

## 특산물
- 개성인삼
- 개성홍삼 한송정